# Wolfgang Falck
Wolfgang Falck (ur. 19 sierpnia 1910 w Berlinie; zm. 13 marca 2007 w St. Ulrich am Pillersee) – niemiecki as myśliwski z okresu II wojny światowej. 

## Życiorys
Ukończył szkołę oficerską piechoty. Służył m. in w 2 dywizji piechoty w Szczecinie. W 1932 roku ukończył kurs pilotażu w tajnej bazie lotnictwa w Lipiecku. Był instruktorem pilotażu myśliwskiego, adiutantem JG 132 „Richthofen” a także dowódcą 8. JG 132. Następnie został przeniesiony do lotnictwa niszczycielskiego i objął dowództwo nad 2./ZG 76. Podczas kampanii wrześniowej zestrzelił 3 polskie samoloty: PZL 23 „Karasia” z 22 Eskadry Bombowej, 4 września ”Łosia”, 6 września samolot P-11. W dniu 10 stycznia 1940 zestrzelił nad Morzem Północnym Blenheima Mk.IV z 110. Dywizjonu RAF. 18 grudnia 1940 zestrzelił Wellingtona. Podczas kampanii w Danii i Norwegii dowodził I./ZG 1. 9 kwietnia 1940 nad Vaerlose zestrzelił Fokkera D.XXI. 26 czerwca został dowódcą pierwszego pułku nocnych myśliwców NJG 1. 1 października 1940 roku został odznaczony Krzyżem Rycerskim. 1 września 1943 został przeniesiony do sztabu Luftflotte Reich. Został zastępcą dowódcy nocnego lotnictwa myśliwskiego. W 1944 roku został dowódcą JaFü Balkan.

## Odznaczenia
- Krzyż Rycerski Krzyża Żelaznego – 1 października 1940
- Krzyż Żelazny I Klasy
- Krzyż Żelazny II Klasy
- Odznaka za 4 lata Służby w Luftwaffe
- Medal za zajęcie Sudetów z okuciem Zamku Praskiego